# Pieve di San Matteo a San Mommè
La pieve di San Matteo a San Mommè si trova nella frazione di San Mommè presso Pistoia, nella piazza principale del paese.

## Storia
L'origine del borgo si fa risalire ad un castello denominato San Mamma, santo dell'Oriente cristiano, al cui interno sorgeva una cappelletta dedicata alla Vergine Maria, dipendente dalla pieve di Saturnana. Essa fu nel secolo XIII sostituita da una chiesa vera e propria con titolo di pieve che nella prima metà del Settecento una serie di pievani della famiglia Morelli ristrutturarono e dotarono dell'ampio porticato esterno.
Il primo corpo dell'edificio era di piccole dimensioni, dalle tracce murarie infatti si nota che la prima chiesetta misura circa 7 m di lunghezza. I suoi muri furono costruiti con grosse bozze di pietra e, come si può vedere ancora oggi, era assai bassa e sicuramente non coperta a volta e tutto il complesso prendeva luce da tre lunette.
Dall'anno 1665 ci sono dati sicuri circa le successive opere murarie effettuate nell'edificio. Anteriormente a questa data la struttura esistente viene allungata di altri 3,50 m ed è sicuramente di quel tempo l'affresco raffigurante la Vergine col Bambino tra i Santi. Nel 1666 il parroco Giuliano Morelli eresse l'altare in marmo policromo sacrificando, tuttavia, parte dell'affresco coprendone alcune parti.
Nel 1692 lo stesso parroco, e poi il suo successore Giovanni Morelli, fecero erigere l'altare marmoreo laterale destro in seguito ad un ulteriore allungamento ed innalzamento del vano della chiesa dove, nel frattempo, furono costruiti tre vani adibiti a sepolcreto, coperti con una volta a botte e sovrastati da una corsia in pietra. Il pulpito in marmo risale al 1695, collocato sul lato sinistro sopra la porta laterale, sacrificando però la lunetta sovrastante. L'anno successivo fu costruita la balaustra e dei due gradini in marmo.
Nel 1702 fu eretto l'altare marmoreo sinistro e collocati nelle pareti del presbiterio i due tabernacoli in marmo; nel 1706 vennero costruiti anche l'altare maggiore. Al 1709 risalgono i pilastri, le colonne ed il cornicione perimetrale in pietra e, successivamente, le arcate in pietra e la volta a botte sovrastante l'altare maggiore.
Il portale centrale in pietra fu costruito nel 1719, mentre le cornici dei confessionali, anch'esse in pietra, sono del 1720.
Negli anni 1717 e 1724 Giovanni Morelli sistemò due pancali in legno ai lati del presbiterio e nel 1741 fece costruire il portico (che prima della costruzione della cappella della Visitazione cingeva l'intero perimetro esterno della pieve), con arcate a sesto ribassato sostenute da colonne in pietra e volte a crociera.

## Interno
All'interno della pieve si nota una tela di scuola bolognese della fine del '600, raffigurante il Martirio dell'apostolo Matteo. Questo dipinto viene posto dal parroco Giuliano Morelli sopra l'altare maggiore, ma nel 1966 viene rimosso per riscoprire l'affresco (non datato) e fu collocato sull'altare di sinistra.
Sopra l'altare di destra si trova una tela raffigurante alcuni santi ed un quadro della Vergine.
A sinistra dell'interno della facciata è inserito una fonte battesimale in pietra con coprifonte in legno ed un affresco raffigurante il Battista, il tutto risalente al 1700. Nell'adiacente sagrestia soffittata in legno è visibile un bel banco settecentesco a muro ed un lavabo in pietra dello stesso periodo.
Dell'anno 1994 è il bassorilievo policromo della Passione di san Mamante, realizzato dell'artista pistoiese Vanni Melani, collocato sulla parte interna sinistra dell'ingresso della pieve.

## Cappella della Visitazione
Nell'archivio parrocchiale non si trova menzione della data esatta della sua costruzione, ma è sicuramente verso la fine del '700 che venne sacrificato il lato sinistro del portico della pieve di San Matteo ed in sua vece, fu eretta, la  cappella.
L'interno dell'oratorio è semplice e spoglio. Il soffitto è a volta a crociera divisa in tre campate. Il pavimento è in cotto grezzo tagliato da una fascia laterale in pietra, costruito su tre ampi vani che fungevano da sepolcreto soprattutto per i meno abbienti.
L'altare si erge su due gradini di pietra e il postergale, accessorio ecclesiale di forma rinascimentale in stucco istoriato, sorregge una tela di ignoto (presumibilmente risalente al 1700) che raffigura la Vergine col Bambino tra santi. Sulla parte sinistra del presbiterio sono incassati due piccoli tabernacoli in pietra del 1730.
Una piccola tela di ignoto toscano del XVII secolo, raffigurante la Visitazione, pende dalla parete destra della piccola navata. Dal 1979 sul lato sinistro del piccolo presbiterio è collocato l'ambone dedicato a papa Giovanni Paolo II, opera in cotto e pietra serena dello scultore Vanni Melani. Risale al 1978 il Cristo Patiens della Montagna opera scultorea in cotto dello stesso artista, che si trova sul lato destro.

## Campanile

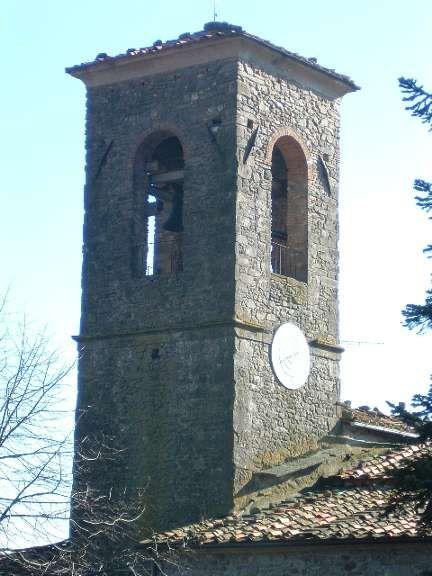
Il campanile della pieve

Non avendo notizie certe circa la data della costruzione del campanile, si presume da notizie d'archivio, che la data di edificazione risalga al finire del 1600.
È una salda costruzione in pietra dai muri massicci, ma di snella forma quadrangolare, con un perimetro di base di 18 m ed un'altezza di 23,70 m.
Nella cella campanaria sono alloggiate due grosse campane datate anno 1812. L'esistenza di un capitello in pietra sporgente dallo stipite di uno dei finestroni, denuncia la presenza, in tempi antichi, di una terza campana di piccole dimensioni usata per indicare l'Angelus o l'Ave Maria.
La cella campanaria prende luce da quattro ampi finestroni con archi in cotto a tutto sesto ed è dotata di un orologio a movimento elettrico che oggi sostituisce il vecchio orologio meccanico, manufatto toscano costruito completamente in ferro battuto del XVIII secolo, che è ancora ben visibile in una bacheca collocata nella Cappella della Visitazione adiacente alla chiesa.
Nell'agosto del 1928 fu fatta rifondere la campana maggiore lesionata da un fulmine. Il costo del lavoro, sostenuto dalla Pro-Loco di allora, ammontò a 4.192 Lire: il cortile del Cocchi fu il centro di raccolta del bronzo e del rame destinato alla riparazione della settecentesca campana e le donne di San Mommè offrirono oro ed argento (bracciali, anelli e monete), perché il suono fosse più limpido.

## Organo
L'organo che si trova nella chiesa è un Agati-Tronci, risalente alla fine del XIX secolo con 56 tasti manuali, 16 tasti alla pedaliera, 16 registri ed una serie di altri accessori.
Lo strumento presenta tutte le caratteristiche dell'epoca e richiama come tipologia ed impostazione fonica quello di Corsanico (Lucca) ma, mentre quest'ultimo è molto più grande e presenta materiale proveniente da organi precedenti, questo strumento è straordinariamente unitario, opera di un'unica mano e testimonia l'alto livello qualitativo dell'arte organaria pistoiese.
Questo organo sostituì, non sappiamo precisamente quando, un organo di Filippo (II) Tronci, inaugurato nel 1823, di cui si dà notizia nella "Gazzetta di Firenze" del 22 novembre e che, dalla breve descrizione ivi pubblicata, appare come uno strumento molto diverso da quello attuale e, soprattutto, assai più grande, dotato di ben 30 registri.
L'organo odierno fu rimosso nel 1967 dalla parete di controfacciata per evitarne il crollo, date le precarie condizioni di una delle mensole lignee che sostenevano la cantoria. Negli anni sessanta molti organi posti sulle pareti di controfacciata delle chiese hanno subito lo stesso destino, per permettere alla navata di prendere luce dalla finestra che in genere era stata occlusa dallo strumento. A San Mommè la decisione assunta per più onorevoli ragioni, ha purtroppo portato alla definitiva distruzione della cantoria, ma ha salvato l'organo, anche se la nuova collocazione, sulla parete opposta, nel vano destinato al coro dietro l'altare maggiore, ne mortificava la resa sonora e lo ha reso a lungo inservibile.
A partire dal 1996 è iniziato il restauro dello strumento e, contestualmente, della nuova cantoria, realizzata anch'essa in legno per accogliere di nuovo l'organo nella sua sede originaria.
La cassa, anch'essa fortunatamente integra, di legno verniciato bianco e con decorazioni dorate, è di semplice forma quadrangolare, con il fronte, da cui si affacciano le canne, scandito da quattro lesene con capitelli dorati; fogliami intagliati e dorati raccordano gli angoli in alto tra le lesene e alcuni fregi dorati sono dipinti nella parte inferiore del fronte ove si apre il vano destinato all'organista; la cassa è stata interamente restaurata dagli abitanti del luogo con un lavoro paziente e certosino.